# Жељава
Жељава је насељено мјесто у источној Лици, у општини Плитвичка Језера, Личко-сењска жупанија, Република Хрватска.

## Географија
Жељава је удаљена око 22 км сјеверно од Коренице. У близини насеља се налази гранични прелаз према Босни и Херцеговини, као и аеродром Жељава.

## Историја
Жељава се од распада Југославије до августа 1995. године налазила у Републици Српској Крајини. До територијалне реорганизације у Хрватској насеље се налазило у саставу бивше велике општине Кореница.

## Становништво
Према попису из 1991. године, насеље Жељава је имала 150 становника, међу којима је било 125 Срба, 12 Хрвата, 4 Југословена и 9 осталих. Према попису становништва из 2001. године, Жељава је имала 51 становника. Према попису становништва из 2011. године, насеље Жељава је имало 38 становника.
| Националност       | 1991. | 1981. | 1971. | 1961. |
| Срби               | 125   | 141   | 209   |       |
| Југословени        | 4     | 18    |       |       |
| Хрвати             | 12    | 15    | 31    |       |
| остали и непознато | 9     | 1     | 5     |       |
| Укупно             | 150   | 175   | 245   | 455   |

| Демографија | Демографија | Демографија |
| Година      | Становника  | Становника  |
| ----------- | ----------- | ----------- |
| 1961.       | 455         |             |
| 1971.       | 245         |             |
| 1981.       | 175         |             |
| 1991.       | 150         |             |
| 2001.       | 51          |             |
| 2011.       |             | 38          |